# Bill Horr
Bill Horr, född 2 maj 1880 i Munnsville i delstaten New York, död 1 juli 1955 i Syracuse, var en amerikansk friidrottare.
Horr blev olympisk silvermedaljör i antik diskuskastning och bronsmedaljör i diskuskastning vid sommarspelen 1908 i London.